# Murat Jabachirov
Murat Jabachirov –en ruso, Мурат Хабачиров– (14 de mayo de 1988) es un deportista ruso que compitió en judo. Ganó una medalla de plata en el Campeonato Europeo de Judo de 2012, en la categoría de –81 kg.

## Palmarés internacional
| Campeonato Europeo | Campeonato Europeo  | Campeonato Europeo | Campeonato Europeo |
| Año                | Lugar               | Medalla            | Categoría          |
| ------------------ | ------------------- | ------------------ | ------------------ |
| 2012               | Cheliábinsk (Rusia) | Medalla de plata   | –81 kg             |